# سعدان (شرس)

تعديل مصدري - تعديل

سعدان هي إحدى قرى عزلة بيت قدم بمديرية شرس التابعة لمحافظة حجة، بلغ تعداد سكانها 171 نسمة حسب تعداد اليمن لعام 2004.